# 1647 w polityce

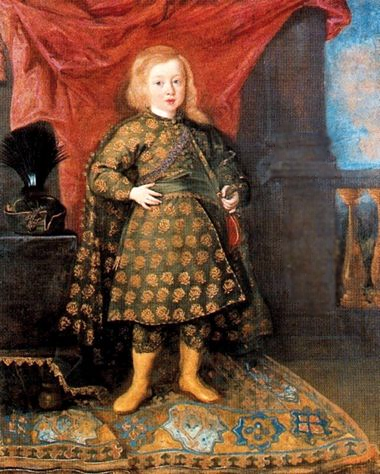
Zygmunt Kazimierz Waza

Wydarzenia polityczne w 1647 roku.

## Zmarli
- Zygmunt Kazimierz Waza, polski królewicz[1].